# مارک یانسن
مارک یانسن (به هلندی: Mark Jansen) (زادهٔ ۱۵ دسامبر ۱۹۷۸) یک موسیقی‌دان سبک هوی متال است.
جنسن به‌همراه ساندر خومانس گروه موسیقی افتر فوراور را بنیانگذاری کرد و یک کدام از ترانه‌سراهای اصلی آن تا نخستین آلبوم آن‌ها، زندان داوطلبانه (Prison of Desire) بود، او افترفوراور را در ۲۰۰۲ ترک کرد. او پس از خروج از افترفوراور یک گروه سمفونیک متال جدید را با نام غبار صحرا (Sahara Dust) که پس از مدتی نامش به اپیکا (Epica) تغییر یافت. دوست دختر وی سیمونه سیمونس نیز در ۲۰۰۳ به اپیکا پیوست. مارک با این کار و افزودن صدای سوپرانو، طیف صداهای گروه را کامل کرد. در ۲۰۱۰ یانسن اعلام کرد که گروه موسیقی دیگری با نام مایان (MaYaN) را تشکیل داده‌است. برخلاف دیگر گروه‌های وی، یانسن در مایان خوانندگی می‌کند اما گیتار نمی‌زند. این گروه نخستین آلبومش را در بهار ۲۰۱۱ پخش کرد.